# Llibreria Serret
La Llibreria Serret va ser una llibreria de Vall-de-roures (Matarranya) fundada el 1986 per Octavi Serret Guàrdia. Organitzava un gran nombre d'actes, com ara exposicions, presentacions de llibres, conferències o taules rodones. Entre febrer de 2012 i gener de 2020 formà part de la Xarxa de Llibreries Acreditades de la Generalitat, especialitzada en la literatura catalana i aragonesa. El 2014 va rebre el premi Búho de l'Associació Aragonesa d'Amics del Llibre i un reconeixement de l'Associació d'Empresaris del Matarranya. El 2017 se li va concedir la Creu de Sant Jordi "per l'esforç constant per preservar i difondre els valors de la cultura i la llengua catalana". L'1 de gener de 2020 va tancar les portes com a llibreria, per a transformar-se en un projecte de gestió cultural.